# Ене ле Шато
Ене ле Шато (фр. Ainay-le-Château) насеље је и општина у централној Француској у региону Оверња, у департману Алије која припада префектури Монлисон.
По подацима из 2011. године у општини је живело 1036 становника, а густина насељености је износила 43,04 становника/km². Општина се простире на површини од 24,07 km². Налази се на средњој надморској висини од 208 метара (максималној 252 m, а минималној 184 m).

## Демографија
| 1962. | 1968. | 1975. | 1982. | 1990. | 1999. | 2011. |
| ----- | ----- | ----- | ----- | ----- | ----- | ----- |
| 1.594 | 1.613 | 1.552 | 1.544 | 1.458 | 1.165 | 1.036 |

График промене броја становника у току последњих година